# Karang Wuluh
Karang Wuluh is een bestuurslaag in het regentschap Kulon Progo van de provincie Jogjakarta, Indonesië. Karang Wuluh telt 883 inwoners (volkstelling 2010).